# Cristian Arana
Cristian Arana (Río Verde, Esmeraldas, Ecuador; 3 de agosto de 1988) es un futbolista ecuatoriano que juega de portero y su actual equipo es Anaconda Fútbol Club de la Segunda Categoría de Ecuador.

## Trayectoria

### Inicios
Cristian Arana jugó las divisiones inferiores en Deportivo Quito, donde pese a ser arquero hizo dos goles.

### Independiente del Valle
Debutó profesionalmente en Independiente del Valle, en el torneo de Segunda Categoría, donde fue campeón el 2007. 

### Águilas de Santo Domingo
También tuvo pasos por Grecia de Chone, Liga de Portoviejo y Águilas de Santo Domingo, en este último destaca, por ejemplo fue el jugador clave para ganarle un partido amistoso a Barcelona SC en el que estaba en disputa un trofeo que levantó él por ser el capitán.

### CS Emelec
El 2012 pasa a Emelec. En este club jugó su primer partido por un torneo internacional, por la Copa Sudamericana 2013 en la victoria 4-0 sobre Sport Huancayo.
El 2013 mantuvo un invicto sin recibir goles de 688 minutos consecutivos. Fue parte de Emelec en el tricampeonato 2013, 2014, 2015.

### Delfín SC
El 2016 pasa a Delfín SC de la ciudad de Manta. Jugó algunos partidos, pero decidió renunciar luego de unos meses, según el presidente del club fue debido a las réplicas del Terremoto de Ecuador de 2016.[cita requerida]

## Selección nacional
El 2006 Cristian Arana fue convocado a divisiones menores de la Selección de fútbol de Ecuador.

## Clubes
| Club                     | País    | Año             |
| ------------------------ | ------- | --------------- |
| Deportivo Quito          | Ecuador | 2004 - 2006     |
| Independiente José Terán | Ecuador | 2007 - 2010     |
| Grecia de Chone          | Ecuador | 2010            |
| Liga de Portoviejo       | Ecuador | 2011            |
| Águilas                  | Ecuador | 2012            |
| Emelec                   | Ecuador | 2012 - 2015     |
| Delfín S.C.              | Ecuador | 2016            |
| Emelec                   | Ecuador | 2017            |
| Olmedo de Riobamba       | Ecuador | 2018            |
| 9 de Octubre             | Ecuador | 2018            |
| Anaconda FC              | Ecuador | 2019 - presente |

## Palmarés

### Campeonatos nacionales
| Título             | Club          | País    | Año  |
| ------------------ | ------------- | ------- | ---- |
| Segunda Categoría  | Independiente | Ecuador | 2007 |
| Serie A de Ecuador | Emelec        | Ecuador | 2013 |
| Serie A de Ecuador | Emelec        | Ecuador | 2014 |
| Serie A de Ecuador | Emelec        | Ecuador | 2015 |